# Dwór w Ciągowicach
Dwór w Ciągowicach – pochodzący z przełomu XVIII i XIX wieku budynek dworski, znajdujący się w Ciągowicach (powiat zawierciański). Obecnie obiekt jest w stanie ruiny.

## Historia i architektura
Obecny budynek dworu powstał najprawdopodobniej na przełomie XVIII i XIX wieku (dwór w Ciągowicach wzmiankowany jest w spisie z 1791 roku). Brak jest informacji o jego właścicielach.
Budynek stanowi jednopiętrową konstrukcję murowaną na planie prostokąta. Od frontu znajdował się drewniany portyk. W jego sąsiedztwie znajdują się pozostałości dawnego parku oraz zabudowań dworskich.